# Aspidoras poecilus
Aspidoras poecilus är en fiskart som beskrevs av Han Nijssen och Isbrücker, 1976. Aspidoras poecilus ingår i släktet Aspidoras och familjen Callichthyidae. Inga underarter finns listade.